# Schonach im Schwarzwald
Schonach im Schwarzwald è un comune tedesco di 3 845 abitanti, situato nel land del Baden-Württemberg.
Stazione sciistica specializzata nello sci nordico, è attrezzata con il trampolino Langenwaldschanze.